# Muzsay András
Muzsay András (Budapest, 1946. március 19. – Budapest, 2015. május 12.) zenész, szövegíró, dalfordító, újságíró.

## Életrajza
A Fazekas Mihály Gimnázium eminense volt, itt érettségizett, majd az Eötvös Loránd Tudományegyetem Bölcsészettudományi Karán szerzett magyar-orosz tanári diplomát. Újságírónak állt, már egyetemi évei alatt, 1966-tól rendszeresen publikált (a Magyar Újságírók Országos Szövetségenek és a MÚOSZ film- és tévékritikus szakosztályának 1992-ben lett tagja).
1967 óta foglalkozott zenével. 1969-ben, a Salgótarjáni Amatőr Fesztivál kategória győzteseként ORI és Filharmónia vizsgát tett, majd hivatásos előadóművészként dolgozott. Dalokat írt, verseket zenésített meg, és több száz külföldi, főleg angol, amerikai, ír, és skót dalt fordított le. Műsoraival 25 éven át járta az országot felnőtteknek és gyerekeknek szóló folk-, country-, blues-, ballada-előadóestekkel; több mint 3000 önálló fellépése volt.
Az ő szövegét – Paff, a bűvös sárkány – énekelte a 100 Folk Celsius együttes. Oroszlánrésze volt abban, hogy a magyar olvasó megismerhesse Nikolaj Frederik Severin Grundtvigot (1783-1872); a dán író, költő, történész, reformátor, lutheránus lelkész műveinek Muzsay András volt az első magyar műfordítója.
Fordításait több zenekar és előadó is műsorára tűzte, vette fel lemezre (100 Folk Celsius, Bojtorján, Új Bojtorján). 1992-ben két műsoros kazettát is kiadott, majd a nyilvános fellépésektől visszavonulva egy másik tanult szakmája, az újságírás kötötte le figyelmét.
2015-ben, súlyos betegség után érte a halál.

## Ismertebb fordításai
- Paff, a bűvös sárkány
- Ohio
- Csengőszó
- Csitt, kicsi bébi
- Hudson folyó hátán
- Fújja már a szél
- Ott lenn, a folyónál
- Nehéz eső
- Ebbe Kløvedal Reich: Napsütés és villámlás. Grundtvig, és az élethez írt dalai. A népfőiskola atyja, N. F. S. Grundtvig (1783-1872) életrajza, 50 versével egyetemben; ford. Lázár Ervin János, Muzsay András; Budapest Környéki Népfőiskolai Szövetség, Szentendre, 2010